# Sgaw-Bghai jezici
Sgaw-Bghai jezici (privatni kod: sgbg), jedna od skupina karenskih jezika raširenih na području Burme. Sastoji se od 4 podskupine s ukupno (14) jezika, to su:
a. Bghai (5) Burma: 
a1. Istočni  (2): lahta karen, kayan.
a2. Zapadni (2): bwe karen, geko,
a3. neklasificirani (1): geba karen,
b. Brek (1) Burma: brek karen.
c. Kayah (5): yinbaw karen, yintale karen, manumanaw karen, istočni kayah i zapadni kayah.
d. Sgaw (3) Burma: paku karen, s’gaw karen, wewaw.

## Vanjske poveznice
- Ethnologue (14th)
- Ethnologue (15th)